# Acosta (Falcón)
Acosta é um município da Venezuela localizado no estado de Falcón.
A capital do município é a cidade de San Juan de los Cayos.